# Aloe ericahenriettae
Aloe ericahenriettae ist eine Pflanzenart der Gattung der Aloen in der Unterfamilie der Affodillgewächse (Asphodeloideae). Das Artepitheton ericahenriettae ehrt Erica Henrietta McCoy, die Tochter des Erstbeschreibers.

## Beschreibung

### Vegetative Merkmale
Aloe ericahenriettae wächst stammlos, ist einzeln und teilt sich manchmal in zwei bis drei Rosetten. Die 15 bis 25 deltoid-spitzen Laubblätter sind aufsteigend oder ausgebreitet. Ihre graugrüne Blattspreite ist 100 Zentimeter lang und 25 Zentimeter breit. Jungpflanzen sind stark weiß gefleckt. Die weißen, braun gespitzten Zähne am Blattrand sind 4 Millimeter lang und stehen 20 bis 30 Millimeter voneinander entfernt. Der Blattsaft ist gelb und trocknet grünlich gelb.

### Blütenstände und Blüten
Der Blütenstand besteht aus  bis zu drei aufrechten Zweigen und erreicht eine Länge von 240 Zentimeter. Die zylindrischen  Trauben sind bis zu 100 Zentimeter lang. Die lanzettlichen, spitzen, weißen Brakteen weisen eine Länge von 5 bis 10 Millimeter auf und sind 4 Millimeter breit. Die roten, an ihre Basis feinflaumigen Blüten sind an der Mündung gelbgrün und stehen an 7 Millimeter langen Blütenstielen. Die Blüten sind 30 Millimeter lang. Auf Höhe des Fruchtknotens weisen die Blüten einen Durchmesser von 6 bis 7 Millimeter auf. Ihre äußeren Perigonblätter sind auf einer Länge von 15 Millimetern nicht miteinander verwachsen. Die Staubblätter und der Griffel ragen 5 bis 6 Millimeter aus der Blüte heraus.

## Systematik und Verbreitung
Aloe ericahenriettae ist in Dschibuti auf Lavaplateaus in Höhen von 200 Metern verbreitet. Die Art ist nur vom Typusfundort bekannt.
Die Erstbeschreibung durch Thomas A. McCoy wurde 2007 veröffentlicht.

## Nachweise